# El Remance
El Remance är en ort i Mexiko.   Den ligger i kommunen San Miguel Totolapan och delstaten Guerrero, i den södra delen av landet, 190 km sydväst om huvudstaden Mexico City. El Remance ligger 301 meter över havet och antalet invånare är 669.
Terrängen runt El Remance är kuperad åt nordost, men åt sydväst är den platt. Runt El Remance är det ganska glesbefolkat, med 38 invånare per kvadratkilometer. Närmaste större samhälle är Arcelia, 16,5 km norr om El Remance. I omgivningarna runt El Remance växer huvudsakligen savannskog.